# Luce Pelletier
Pour les articles homonymes, voir Pelletier (homonymie).
Luce Pelletier est une artiste en art visuel québécoise née le 28 avril 1964 à Sainte-Luce-sur-Mer, dans la région administrative du Bas-Saint-Laurent. Elle vit et travaille à Québec.
Plus d'une trentaine de ses sculptures d'« art public » ont été réalisées dans le cadre de la politique d'intégration des arts à l'architecture, programme géré par le ministère de la culture et des communications du Québec.
Ses oeuvres sont exposées depuis 1994 au Canada,, et aux États-Unis et figurent au sein de collections importantes notamment celles de la Ville de Montréal, de l'Artothèque de la bibliothèque Gabrielle-Roy et de la Banque d'art du Conseil des arts du Canada.  

## Formation
Luce Pelletier a obtenu un baccalauréat et une maîtrise à l'Université de Montréal en histoire de l'art avec option création.

## Œuvres d'art public
- 2020 Vivre ensemble. Mémorial à la mémoire des victimes de l'attentat de la grande Mosquée de Québec [5]. Québec
- 2020 Équilibre et mouvement. Amphithéâtre Desjardins. Mont-Joli
- 2019 Tête-bêche, le sens des mots. Bibliothèque Anne-Hébert. Sainte-Catherine de la Jacques-Cartier
- 2018 Notre forêt, nos racines. Place Saint-Louis, Jardin du 150e. Pont-Rouge
- 2018 Vivacité. Centre administratif de la MRC de la Matapedia. Amqui
- 2017 Maisons gigognes. La Maison du Citoyen. Saint-Nazaire
- 2015 L’Abécédaire. École primaire de l’Amérique-Française. Gatineau
- 2015 Totem, être mémoire. Parc de la Commune, Charlesbourg. Québec
- 2014 Le Roi du fleuve Parc John-Munn, Québec, Québec
- 2014 Totem, être mémoire. Parc de Bergerville, Sillery. Québec
- 2014 Totem, être mémoire. Rue Sainte-Anne/Place d’Armes. Vieux-Québec
- 2014 Totem, être mémoire. Angle boulevard François-de-Laval et l’avenue Royale, Beauport. Québec
- 2014 Ondine, être rivière. Centre Multiservice. Shipshaw
- 2013 L’Étreinte. Boisé Toussaint-Louverture, Habitations Jeanne-Mance. Ville de Montréal. Première œuvre avec médiation culturelle[6].
- 2010 Ensemble, c’est tout. Centre d’hébergement Saint-Jean-Eudes. Charlesbourg, Québec
- 2009 Être rivière. Musée de la Gaspésie. Don de la Ville de Québec pour souligner le 475e de la fondation de la Ville de Gaspé.
- 2009 Racine. Poste Sûreté du Québec. Pont-Rouge
- 2009 Le boisé. Centre d’hébergement. Sainte-Perpétue de l’Islet
- 2008 Le sentier. Salle Dussault. Thetford Mines
- 2008 Main de hêtre. Bibliothèque Scott. Scott
- 2008 Être rivière. Parc linéaire de la rivière Saint-Charles. Québec
- 2007 Transmissions. École professionnel CRIFA. Coaticook
- 2007 Liseron. Sûreté du Québec. Wotton
- 2004 Le leurre. Cégep de Saint-Hyacinthe. Pavillon des biotechnologies. Saint-Hyacinthe
- 2004 Doigté. École secondaire Paul-Gérin-Lajoie. Vaudreuil-Dorion
- 2003 Bicorne. Théâtre de la Dame de cœur. Upton
- 2001 Sans titre. Ministère des transports. Boucherville
- 2000 Tournevent. Ecole primaire Tourne-vent. Sainte-Julie
- 1998 Train-train. Ecole primaire Pavillon les Mésanges. Roxton Pond

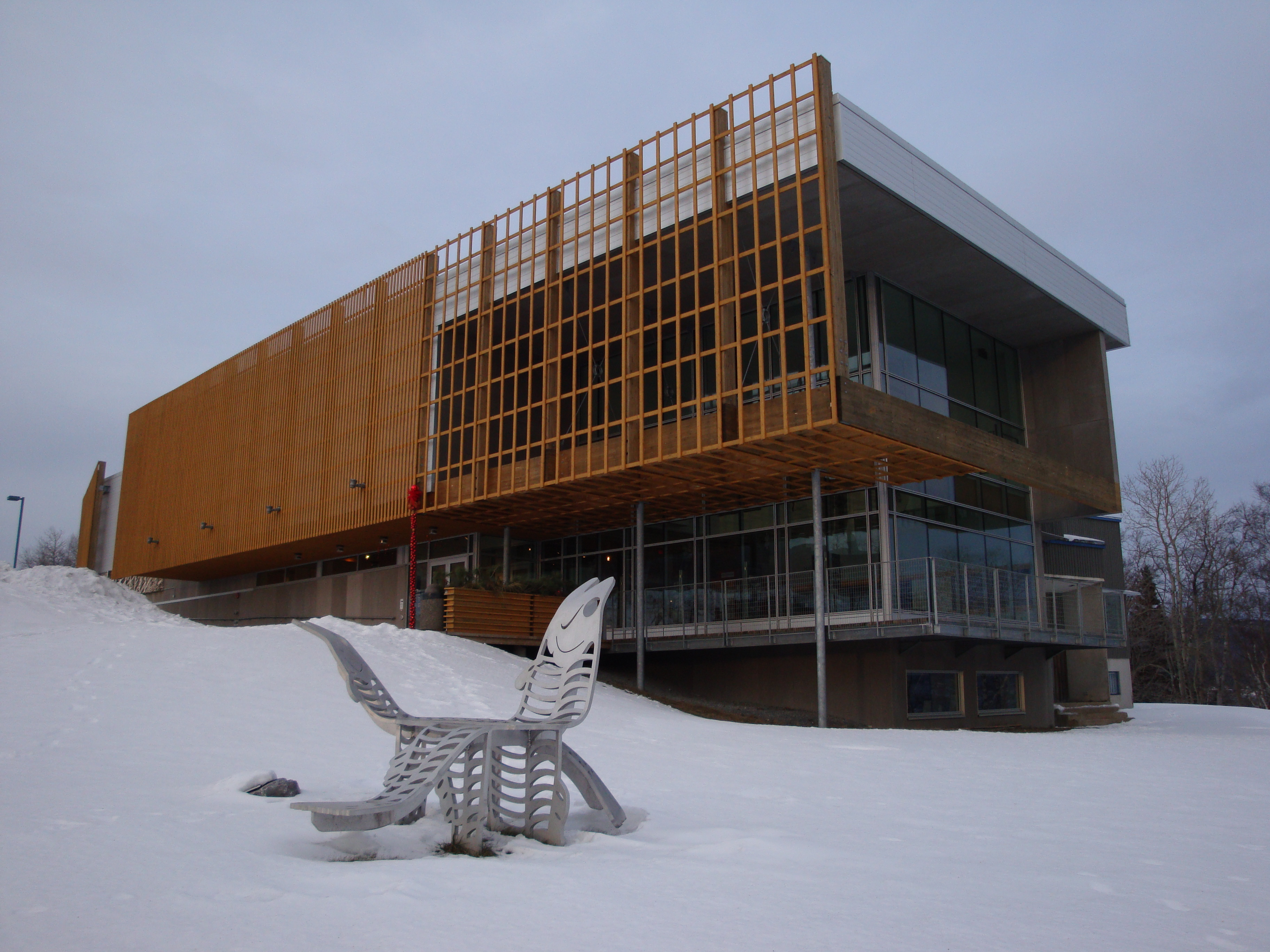
Être rivière, 2009, musée de la Gaspésie.
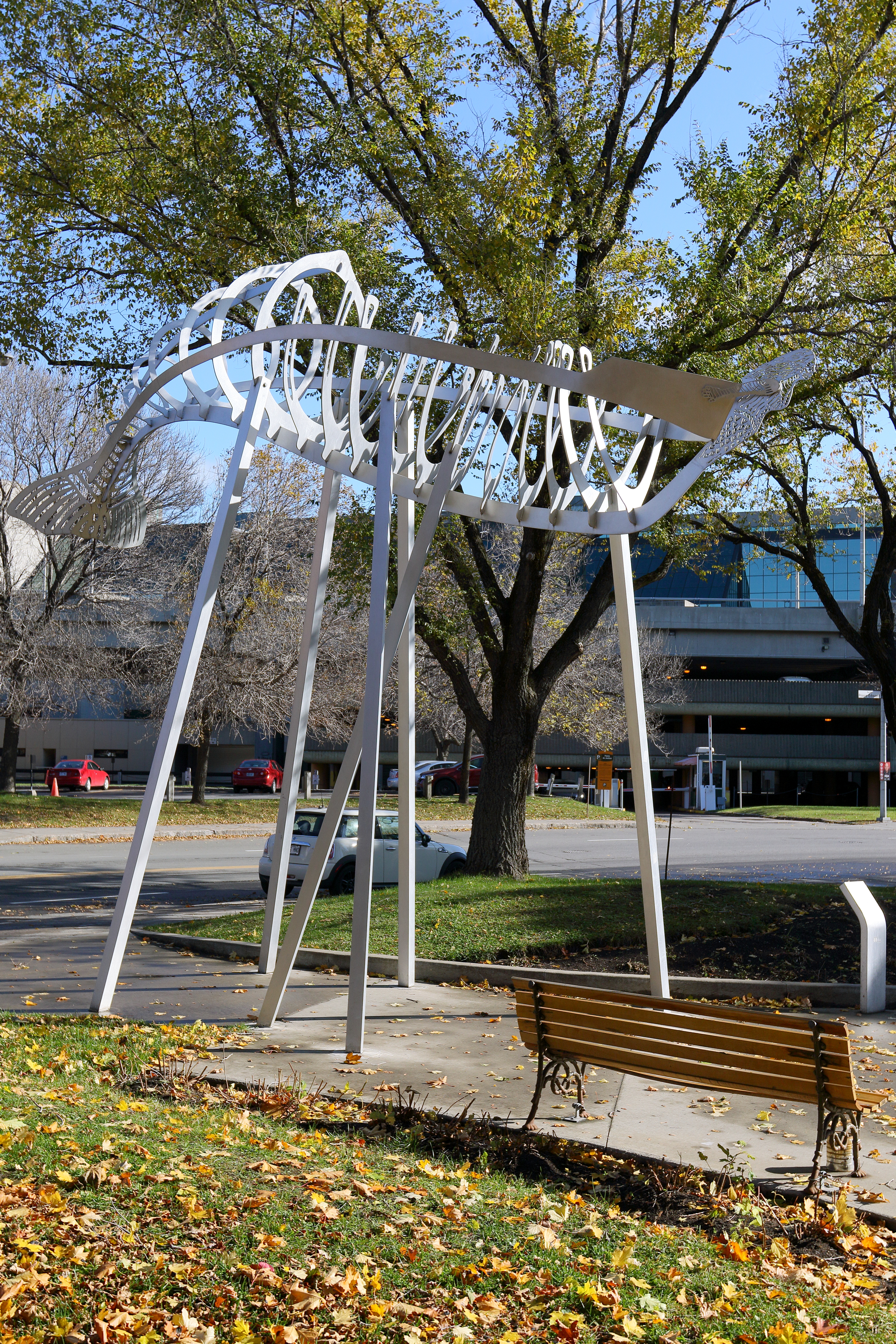
Le Roi du fleuve, 2014, parc John Munn, ville de Québec.
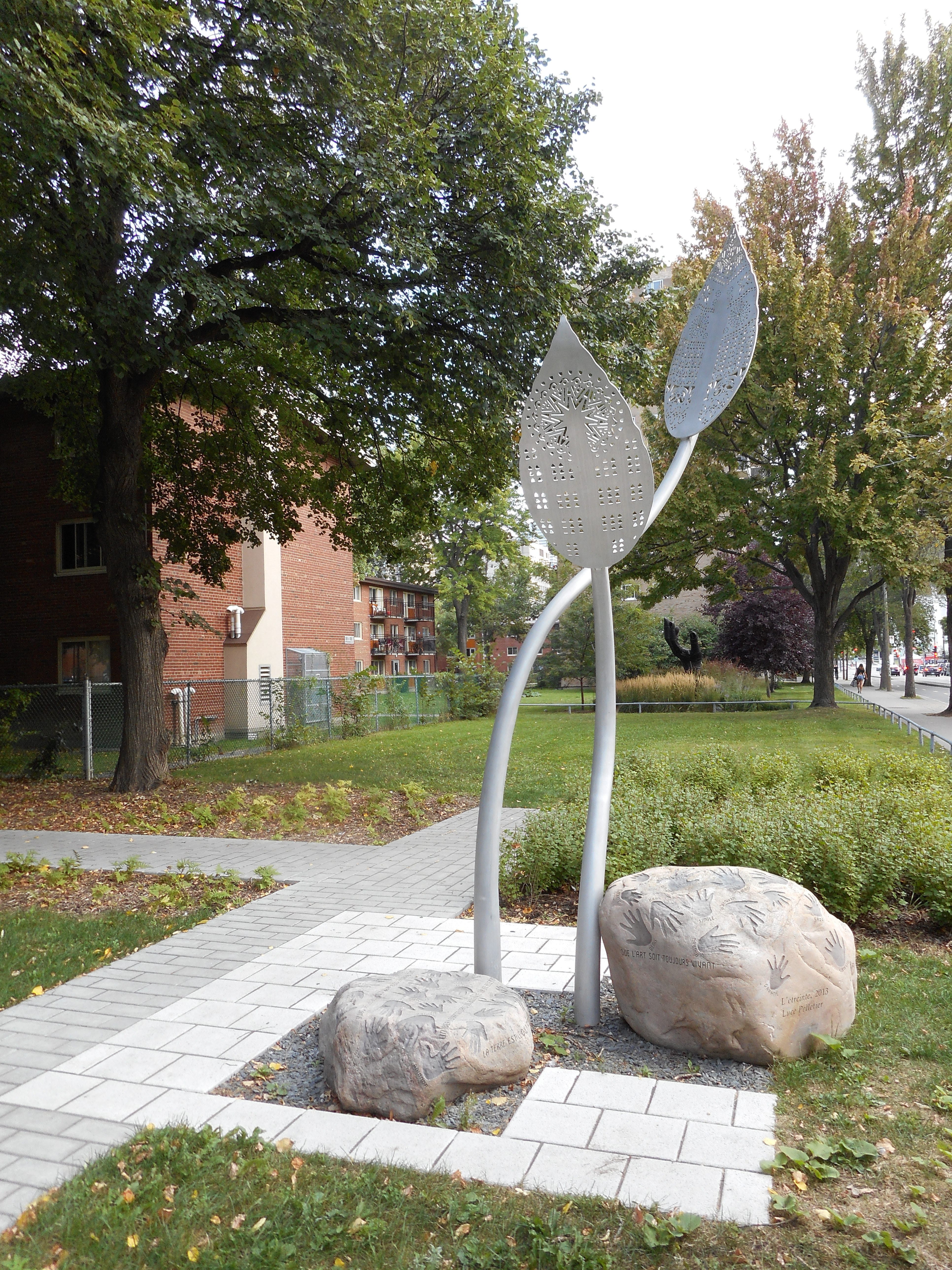
L'Étreinte, 2013, boisée Toussaint-Louverture, habitations Jeanne-Mance, Montréal.